# Montliard
Montliard là một xã trong tỉnh Loiret, vùng Centre-Val de Loire bắc trung bộ nước Pháp. Xã có diện tích 8,99 km², dân số năm 2006 là 215 người.